# Louis Ardant
Pour les articles homonymes, voir Ardant.
Louis Ardant, né le 6 février 1808 et mort le 31 décembre 1863 à Limoges, est un homme politique et un écrivain français.
Issu d'une très ancienne famille de la cité limousine (parmi laquelle figurent plusieurs consuls de la ville au Moyen Âge), Louis Ardant fut maire de Limoges de 1849 à 1853 et de 1860 à 1862.